# GNOME
GNOME (dawniej ang. GNU Network Object Model Environment) – graficzne środowisko użytkownika oparte na widżetach GTK+ i GDK. Działa na większości systemów typu Unix.

## Informacje ogólne
GNOME stanowił część projektu GNU, współcześnie jest od niego niezależny.
Projekt został rozpoczęty w sierpniu 1997 roku przez Miguela de Icaza w celu stworzenia w pełni wolnodostępnego graficznego środowiska użytkownika dla systemu GNU/Linux, jako alternatywa dla środowiska KDE, opartego na bibliotece Qt (do listopada 1997 niebędącej wolnym oprogramowaniem).
Większa część środowiska GNOME została napisana w czystym C. Możliwe jest jednak tworzenie aplikacji GNOME w innych językach programowania dzięki możliwościom bibliotek opakowujących wywołania (ang. wrappers) – m.in. Python, C++, C#, Perl, Ruby, Vala.

## Cele
Projekt GNOME stara się dostarczać dwie rzeczy: środowisko graficzne GNOME, mające stanowić intuicyjny i atrakcyjny pulpit dla użytkowników końcowych, oraz platformę rozwojową GNOME – zespół bibliotek koniecznych do budowania aplikacji, które integrują się z tym środowiskiem.
Silny nacisk położony jest na prostotę oraz wygodę obsługi, a co za tym idzie – internacjonalizację i ułatwienia dostępności.

## Organizacja
Rozwój projektu GNOME jest dosyć luźno zorganizowany, podobnie jak inne projekty wolnego oprogramowania. Większość dyskusji na temat rozwoju środowiska prowadzona jest w otwartych listach dyskusyjnych.
W sierpniu 2000 r. utworzona została Fundacja GNOME, zajmująca się zadaniami administracyjnymi, kontaktami z prasą oraz stanowiąca punkt kontaktowy dla firm zainteresowanych rozwojem lub dystrybucją GNOME.

## Platformy, na których działa GNOME
Początkowo przeznaczone dla GNU/Linuksa, środowisko GNOME może obecnie pracować na wielu systemach typu Unix (*BSD, AIX, IRIX, HP-UX). Zostało także zaadaptowane przez firmę Sun Microsystems jako standardowe środowisko graficzne dla jej dwóch systemów operacyjnych – Solaris (zastępując przestarzałe CDE) oraz Sun Java Desktop System.
Istnieje także port GNOME dla środowiska Cygwin, dzięki czemu może ono pracować w systemie Microsoft Windows. Udało się je także skompilować w systemie MacOS X.

## Wersje środowiska
Każdy element składający się na projekt GNOME posiada swoją własną numerację wersji i harmonogram wydań. Jednakże autorzy tych modułów współdziałają w celu wydania pełnej stabilnej wersji środowiska GNOME co około sześć miesięcy. Poniższa tabela zawiera tylko informacje o pełnych wydaniach stabilnych, wydania niestabilne zostały pominięte.
| Wersja | Data             | Opis[wymaga weryfikacji?] |
| ------ | ---------------- | --- |
|        | 15 sierpnia 1997 | Ogłoszenie rozpoczęcia projektu GNOME. |
| 1.0    | 3 marca 1999     | Pierwsze główne wydanie. |
| 1.0.55 | październik 1999 | „October GNOME”. |
| 1.2    | 25 maja 2000     | „Bongo GNOME”. |
| 1.4    | 2 kwietnia 2001  | GNOME „Tranquility”. Ostatnie wydanie oparte na GTK+ 1.x. |
| 2.0    | 26 czerwca 2002  | Pierwsze wydanie oparte na GTK+ 2.x. |
| 2.2    | 5 lutego 2003    | Usprawnienia menedżera plików i obsługi multimediów. |
| 2.4    | wrzesień 2003    | Przeglądarka Epiphany, ułatwienia dostępności. |
| 2.6    | marzec 2004      | Nowy Nautilus z trybem „spatial”, nowe okno dialogowe wyboru plików. |
| 2.8    | 15 września 2004 | Integracja z klientem pocztowym Evolution, VNC, ulepszone narzędzia administracyjne. |
| 2.10   | 9 marca 2005     | Integracja z odtwarzaczem Totem, ripperem CD Sound Juicer, Live CD. |
| 2.12   | 7 września 2005  | Nowy domyślny motyw Clearlooks, dodano przeglądarkę dokumentów Evince oraz Keyring Manager – program do zarządzania hasłami. Oparte na GTK+ 2.8. |
| 2.14   | 15 kwietnia 2006 | Poprawiona wydajność, łatwiejsze wyszukiwanie, dodano klienta VoIP – Ekigę oraz aplet Deskbar. |
| 2.16   | wrzesień 2006    | Poprawienie wydajności. Dodano m.in. Tomboya – aplikację do robienia notatek oraz obsługę kompozycji w Metacity. Wydanie oparte na bibliotece GTK+ 2.10. |
| 2.18   | 14 marca 2007    | Poprawienie wydajności. Dodano m.in. Seahorse GPG – aplikację do zarządzania m.in. kluczami szyfrującymi, pozwalająca szyfrować pocztę i pliki. Udoskonalenie Evince, Epiphany, GNOME Power Manager i Volume Control. Dwie nowe gry: GNOME Sudoku i glchess. |
| 2.20   | 19 września 2007 | Poprawione obsługę języków pisanych od prawej do lewej strony (hebrajski, arabski), integracja funkcji przeszukiwania z oknem wyboru pliku, kilka nowych, a zarazem poprawiających wygodę użytkowania funkcji w kliencie poczty Evolution, ulepszone przeglądanie kolekcji obrazów, efektywne zarządzanie poborem prądu oraz dokładniejsze monitorowanie stanu akumulatora w laptopie. Umieszczenie obsługi ustawień wyglądu środowiska w jednym oknie, a tym samym uproszczenie jego konfiguracji (tła, czcionki, motywy, interfejs obsługi, efekty pulpitu – z GNOME 2.20 została zintegrowana obsługa Compiz Fusion). |
| 2.22   | 13 marca 2008    | Dodanie Cheese, narzędzia do robienia zdjęć i nagrywania filmów z kamer internetowych, oraz Vinagre do pracy zdalnej; wprowadzenie GVFS; poprawa odtwarzania płyt DVD i filmów z YouTube, poprawa wersji językowych, rozszerzenie Evolution o obsługę Google Calendar i tagowania wiadomości, rozszerzenia funkcjonalności wielu programów. |
| 2.24   | 24 września 2008 | Lepsza obsługa kodeków wideo i trybu pełnoekranowego, dodano funkcje monitorowania SIP i PBX oraz nowy komunikator internetowy Empathy z obsługą wielu protokołów. Na wzór innych środowisk, dodano do GNOME kompaktowe widoki list, natomiast rozmiar wszystkich elementów może być regulowany. Do menedżera plików Nautilus dodano funkcjonalność kart. Do Deskbara udostępniono wiele nowych wtyczek. Ponadto została ulepszona obsługa DVB oraz urządzeń działających na podczerwień, a także materiałów wideo w rozdzielczości HD. GNOME 2.24 jest oparte na bibliotekach GLib 2.18 oraz GTK+ 2.14. |
| 2.26   | 18 marca 2009    | Nowa aplikacja do nagrywania płyt Brasero, łatwiejsze udostępnianie plików, udoskonalony odtwarzacz multimediów, wsparcie dla wielu monitorów i czytników odcisków palców. |
| 2.28   | 23 września 2009 | Pierwsze wydanie modułu GNOME Bluetooth, ulepszona organizacja kontaktów w komunikatorze Empathy. W przeglądarce Epiphany porzucono moduł renderowania Gecko na rzecz wydajniejszego WebKit. Dodano możliwość nawigacji po menu DVD w odtwarzaczu filmów Totem. Program Kontrola głośności umożliwia regulację natężenia głośności głośnika niskotonowego oraz głośników przednich i tylnych. Brasero obsługuje teraz nagrywanie na wielu płytach. GNOME 2.28 jest oparte na zaktualizowanej bibliotece GTK+ 2.18. |
| 2.30   | 31 marca 2010    | Usprawnienia menedżera plików Nautilus, komunikatora Empathy, aplikacji Tomboy, Evince, Hamster Project, Epiphany i Vinagre. Częściowe wsparcie dla iPod i iPod Touch przez GVFS. Aktualizacja GTK+ do wersji 2.20. |
| 2.32   | 29 września 2010 | Komunikator Empathy, który korzysta z biblioteki komunikacyjnej Telepathy, uzyskał kilka nowych i ważnych funkcji pomocnych w komunikacji i zarządzaniu kontaktami. Program Eye of GNOME, przeglądarka obrazów środowiska GNOME, umożliwia ręczne wybranie koloru tła, aby ulepszyć kontrast obrazu. Przeglądarka dokumentów Evince została wzbogacona o obsługę SyncTeX umożliwiającą synchronizację między plikiem źródłowym TeX a wynikowym plikiem PDF (lub DVI). Program Totem, odtwarzacz filmów GNOME, teraz automatycznie usuwa przeplot z filmów lub nagrań strumieniowych, które zostały nagrane z przeplotem, zwiększając jakość obrazu. Ulepszono także obsługę list odtwarzania, które są wczytywane szybciej, a program się nie traci stabilności. Zaktualizowano GTK+ do wersji 2.22.                                      |
| 3.0    | 6 kwietnia 2011  | Pierwsze wydanie oparte na bibliotece GTK+ 3.x. Domyślnym menedżerem okien jest Mutter. GNOME Panel został zastąpiony przez GNOME Shell, a nazwę programu Nautilus zmieniono na „Pliki”. Przeprojektowano centrum sterowania i system pomocy. Nowy domyślny wygląd Adwaita i czcionka Cantarell. Zlikwidowanie przycisków maksymalizacji i minimalizacji, maksymalizacja odbywa się poprzez przeciągnięcie okna na górną krawędź ekranu. Ekran logowania GDM zyskał nowy wygląd. |
| 3.2    | 28 września 2011 | Dodano obsługę kont sieciowych i aplikacji internetowych. Dodano nowe programy: menedżer kontaktów i menedżer dokumentów. Ulepszono szybki podgląd plików w menedżerze plików. Zwiększono integrację komponentów środowiska, ulepszono dokumentację, wygląd i wydajność. Oparte na bibliotece GTK+ 3.2. |
| 3.4    | 28 marca 2012    | Nowy wygląd programów GNOME 3: Dokumenty, Epiphany (teraz nazywające się „WWW”) oraz Kontakty. Wyszukiwanie dokumentów z ekranu podglądu. Obsługa menu programów na górnym pasku. Odświeżone komponenty interfejsu: nowe okno wyboru koloru, przeprojektowane suwaki przewijania, łatwiejsze w użyciu wejście liczbowe, ukrywalne paski tytułowe okien. Obsługa płynnego przewijania. Nowe animowane tła pulpitu. Ulepszony ustawienia systemu (w tym panel dla tabletów firmy Wacom). Łatwiejsze zarządzanie rozszerzeniami dla GNOME Shell. Lepsza obsługa sprzętu. Przepisana dokumentacja. Obsługa wideorozmów i protokołu Live Messenger w komunikatorze Empathy. Lepsze ułatwienia dostępności: ulepszona integracja z czytnikiem ekranu Orca, lepszy tryb wysokokontrastowy i nowe ustawienia lupy. Oparte na bibliotece GTK+ 3.4. |
| 3.6    | 26 września 2012 | Domyślnie włączone ułatwienia dostępu, obsługa SkyDrive w menedżerze dokumentów, protokołu Exchange i logowań enterprise przez oprogramowanie Kerberos, przepisanie biblioteki Pango na silnik Harfbuzz, ulepszona obsługa metod wprowadzania tekstu, kreator pierwszego uruchomienia, ulepszenia lupy i ustawień drukarki, przeprojektowany menedżer plików oraz obszar powiadamiania i ekran blokady w GNOME Shell. Oparte na bibliotece GTK+ 3.6. |
| 3.8    | 27 marca 2013    | Dodano tryb Classic, nowy widok uruchamiania aplikacji, usprawniono wyświetlanie animacji, dodano nowy program Zegar, lepsze zarządzanie prywatnością i udostępnianiem, przeprojektowano wyszukiwanie z ekranu podglądu. |
| 3.10   | 25 września 2013 | Zmieniony obszar powiadomień systemowych. Dodano nowe aplikacje, w tym mapy, notatki, odtwarzacz muzyki i przeglądarkę zdjęć. Nowe funkcje geolokalizacji, takie jak strefy czasowe i zegary światowe. Dodano obsługę wysokich rozdzielczości ekranu i obsługę Smart Cards. |
| 3.12   | 26 marca 2014    | Poprawa wydajności GNOME Shell. Przebudowane narzędzie pierwszej konfiguracji systemu. Ponownie dodano sieci przewodowe do obszaru powiadomień systemowych. Konfigurowalne katalogi w widoku aplikacji. Wprowadzenie nowych widżetów GTK+, np. popovers, w wielu aplikacjach. Nowy styl kart w GTK+. Odtwarzacz filmów (Totem), Terminal i gedit otrzymały nowy wygląd, bardziej spójny z HIG. W GNOME Shell dodano dostawcę wyszukiwania dla emulatora terminala. Poprawki obsługi ekranów o wysokiej rozdzielczości. Nowa aplikacja do rejestracji dźwięku. Nowe API powiadomień. Postęp w porcie Wayland umożliwia opcjonalne przejście w celach poglądowych. |
| 3.14   | 24 września 2014 | Usprawnione animacje, lepsza obsługa ekranów dotykowych. Menedżer oprogramowania GNOME obsługuje instalowanie dodatków, Menedżer zdjęć GNOME umożliwia przeglądanie zdjęć z konta Google. Nowy interfejs dla Evince, Sudoku, Min i Pogody. Dodano grę Hitori. |
| 3.16   | 25 marca 2015    | Zmiany w wyglądzie interfejsu, zmiana kolorystyki GNOME Shell, dodano chowające się paski przewijania. Zmieniono wygląd powiadomień i przeniesiono je z dolnego panelu do menu kalendarza. |
| 3.18   | 23 września 2015 | Integracja Dysku Google z menedżerem plików, aktualizowanie oprogramowania sprzętowego przez Menedżer oprogramowania, dodano aplikację Kalendarz GNOME. |
| 3.20   | 23 marca 2016    | Aktualizacja systemu operacyjnego (do kolejnego wydania) poprzez Menedżer oprogramowania, edycja zdjęć w Menedżerze zdjęć GNOME, nowy interfejs wyszukiwania w menedżerze plików, aplikacje otrzymały okna skrótów klawiszowych. |
| 3.22   | 21 września 2016 | Usprawniony menedżer plików, zbiorcze zmienianie nazw plików, obsługa repozytoriów i pakietów Flatpak w Menedżerze oprogramowania, czytelniejszy wygląd Menedżera oprogramowania, przeprojektowane ustawienia skrótów klawiszowych, wbudowane udostępnianie zdjęć w serwisach społecznościowych, jeszcze lepsza obsługa Wayland. |
| 3.24   | 22 marca 2017    | Dodanie funkcji nocnego światła, panele Ustawień Konta online, Drukarki i Użytkownicy zostały przeprojektowane, dodanie nowej aplikacji Przepisy, dodano także aplikację Boxes która umożliwia tworzenie wirtualnych maszyn, ulepszony obszar powiadomień, ulepszenia w przeglądarce Epiphany, lepszy wygląd aplikacji Zdjęcia, ulepszony klient sieci IRC Polari, aplikacja Gry umożliwia teraz granie w różne rodzaje gier retro, ikony GNOME w wydaniu 3.24 zostały zwiększone z 256x256 pikseli do 512x512 pikseli. |
| 3.26   | 13 września 2017 | Ulepszone wyszukiwanie, nowy wygląd Ustawień, kolorowe Emoji, przeglądarka Epiphany może teraz synchronizować zakładki, hasła i historię przeglądania za pomocą usługi Firefox Sync, przeprojektowane ustawienia ekranów. |
| 3.28   | 14 marca 2018    | Menedżer plików umożliwia teraz oznaczenie plików oraz katalogów jako ulubione, ulubione dodano także do Menedżera kontaktów, ulepszenia w programie Boxes, odtwarzacz filmów Totem może teraz odtwarzać pliki MJPEG, w odtwarzaczu muzyki można teraz zmieniać kolejność na listach odtwarzania przez przeciąganie, przeprojektowana klawiatura ekranowa, nowy program Monitor, rozszerzona obsługa sprzętu. |
| 3.30   | 5 września 2018  | Zwiększona wydajność GNOME Shell, ulepszone udostępnianie ekranu, automatyczna aktualizacja pakietów Flatpak, dodanie trybu czytania do przeglądarki Epiphany, usprawnienia w programie Boxes, ulepszenia aplikacji Gry, nowy program Podcasty. |
| 3.32   | 19 marca 2019    | Odświeżony styl wizualny w tym interfejs użytkownika, ikon i samego pulpitu, ulepszenia klawiatury ekranowej, usprawnienia w przeglądarce Epiphany, usprawnienia w aplikacji Ustawienia, ulepszenia w programie Boxes, dodanie skalowania ułamkowego jako opcja eksperymentalna, usprawnienia Menedżera Oprogramowania. |
| 3.34   | 12 września 2019 | Grupowanie ikon na ekranie programów w formie katalogów, lepszy interfejs przeglądarki internetowej Epiphany, ulepszony interfejs programu Boxes, zapisywanie stanu gry w aplikacji Gry, przeprojektowany panel Tło w Ustawieniach, ulepszony odtwarzacz muzyki. |
| 3.36   | 11 marca 2020    | Rozszerzenia powłoki GNOME są teraz zarządzane za pomocą nowego programu Rozszerzenia zamiast Menedżera Oprogramowania, dodanie trybu nie przeszkadzać, ulepszony ekran blokady, ulepszony wygląd i funkcjonalność powłoki GNOME, ulepszenia w aplikacji Ustawienia, usprawnienia w Menedżerze oprogramowania, dodanie kontroli rodzicielskiej, program Boxes zawiera teraz samouczek, przeglądarka Epiphany może teraz wyświetlać pliki PDF, przeprojektowana aplikacja Zegar, ulepszenia w odtwarzaczu muzyki. |
| 3.38   | 16 września 2020 | Nowy przewodnik powitalny, ulepszona aplikacja Ustawienia, ulepszone nagrywanie ekranu, lepsza obsługa wielu monitorów, lepszy interfejs przeglądarki Epiphany, ulepszona aplikacja Mapy, ulepszona aplikacja Gry, programy Zrzuty ekranu i Nagrywanie dźwięku zostały przeprojektowane. |
| 40     | 24 marca 2021    | Przeprojektowany interfejs, ulepszona aplikacja Mapy, usprawnienia w przeglądarce Epiphany, ulepszony menedżer plików, przeprojektowana aplikacja Pogoda, usprawnienia w aplikacji Ustawienia, nowe gesty touchpada. |
| 41     | 22 września 2021 | Usprawnienia wydajności w powłoce GNOME przeprojektowany menedżer oprogramowania, ulepszona aplikacja Muzyka, ulepszony panel Zasilanie w Ustawieniach, nowe panele Wielozadaniowość i Sieć komórkowa w Ustawieniach, Nowa aplikacja Połączenia. |
| 42     | 23 marca 2022    | Zaktualizowano bibliotekę GTK+ do wersji 4 oraz dodanie biblioteki libadwaita, przeprojektowana funkcja zrzutów ekranu, wsparcie RDP, przeprojektowany interfejs, ulepszenia w aplikacji Pliki, aplikacja Boxes ma przeprojektowany widok preferencji oraz lepsze wsparcie dla nowoczesnych systemów operacyjnych UEFI, ulepszenia wydajności, dodanie trybu ciemnego, dodanie nowych aplikacji Edytor tekstu i Konsola które zastąpiły aplikacje gnome-terminal i gedit. Aplikacje Wykorzystanie dysku, Czcionki, Przewodnik, Kalendarz, Zegar, Menedżer oprogramowania, Znaki, Kontakty, Pogoda, Kalkulator, Zadania zostały przeniesione do GTK 4 i libadwaita. |
| 43     | 21 września 2022 | Przeprojektowany panel szybkich ustawień, ulepszenia w aplikacji Pliki, aplikacje Pliki, Mapy, Dzienniki, Builder, Konsola oraz Kontrola Rodzicielska zostały przeniesione do GTK 4, ulepszona obsługa aplikacji webowych w Epiphany, przeprojektowana aplikacja Kalendarz, usprawnienia w aplikacji Kontakty, raporty na temat bezpieczeństwa urządzenia, oraz dużo mniejszych zmian. |
| 44     | 22 marca 2023    | Widok siatki w oknie wyboru pliku, usprawnienia panelu ustawień i dodanie nowych opcji, ulepszenie menu szybkich ustawień, poprawa UI menadżera oprogramowania i menadżera plików, dodanie nowych tapet. |
| 45     | 20 września 2023 | Aplikacje Konsola, Edytor tekstu, Kalendarz, Znaki, Zegar, Kontakty, Wykorzystanie dysku, Pliki, Czcionki, Przewodnik, oraz Epiphany otrzymały nowy interfejs, ulepszona aplikacja Pliki, nowe aplikacje Loupe i Snapshot, które zastąpiły aplikacje Eye of GNOME i Cheese, szybsza wyszukiwarka, Przycisk Podgląd został zastąpiony przez wskaźnik obszarów roboczych, oraz dużo mniejszych zmian. |
| 46     | 20 marca 2024    | Aplikacja Monitor systemu została przeniesiona do GTK4, usprawnione wyszukiwanie, ulepszona aplikacja Pliki, funkcja Konta Online z usługą OneDrive, zdalne logowanie z RDP, usprawniona aplikacja Ustawienia, ulepszone powiadomienia, aplikacja Rozszerzenia otrzymała nowy interfejs, ulepszona wydajność, ulepszony czytnik ekranu Orca, oraz dużo mniejszych zmian |
| 47     | 19 września 2024 | Lepsza wydajność, ulepszony menedżer plików, akcenty kolorów, odświeżona aplikacja Wykorzystanie dysków, lepsze wsparcie dla mniejszych ekranów, wizualny podgląd układów klawiatury w Ustawieniach, lepsza obsługa pulpitu zdalnego, aktywacja okna po najechaniu kursorem. |

## Architektura
Środowisko GNOME składa się z wielu mniejszych projektów. Najistotniejsze z nich wymieniono poniżej:
- ATK – biblioteka odpowiedzialna za ułatwienia dostępności;
- DConf – do przechowywania ustawień aplikacji;
- GDM – menedżer logowania;
- GVFS – wirtualny system plików;
- GNOME Keyring – system bezpieczeństwa dla GNOME;
- GStreamer – podstawowa biblioteka obsługi multimediów;
- GTK+ – biblioteka widżetów;
- libxml – biblioteka zapewniająca obsługę XML;
- Mutter – menedżer okien (wcześniej Metacity, jeszcze wcześniej Sawfish);
- Pango – wyświetlanie czcionek międzynarodowych;
- Vala – język programowania stworzony na potrzeby GNOME, przypominający C#.

## Aplikacje GNOME
Aplikacje GNOME są zgodne z wytycznymi tworzenia interfejsu użytkownika (ang. Human Interface Guidelines), uściślające zasady tworzenia przyjaznych dla użytkownika aplikacji GNOME. Pierwszą specyfikację dla GNOME2 opracował Sun Microsystems; najnowsza specyfikacja została dostosowana dla GNOME4.
W środowisku GNOME są wyróżnione trzy klasy aplikacji: główne, Circle i dla programistów.
Główne aplikacje są zbiorem prawie 30 programów użytkowych.
- Cheese – robienie zdjęć i nagrywanie filmów za pomocą kamery internetowej.
- Czcionki – wyświetlanie czcionek w systemie.
- Dyski – narzędzie do zarządzania dyskami.
- Dzienniki – wyświetla szczegółowe dzienniki zdarzeń.
- Edytor tekstu – edytor tekstu.
- Epiphany – przeglądarka internetowa oparta na silniku WebKit.
- Eye of GNOME – przeglądarka obrazów.
- Evince – przeglądarka dokumentów PDF, PostScript, DVI, TIFF.
- Kalendarz – kalendarz dla GNOME
- Kalkulator – wykonywanie obliczeń.
- Kontakty – menedżer kontaktów.
- Konsola – emulator terminala.
- Loupe – przeglądarka obrazów.
- Mapy – wyszukiwanie miejsc na świecie.
- Monitor systemu – wyświetlanie i zarządzanie zasobami systemu.
- Muzyka – odtwarzanie i organizowanie muzyki.
- Nautilus – menedżer plików.
- Oprogramowanie – instalowanie i aktualizowanie programów.
- Pogoda – wyświetlanie warunków pogodowych i prognozy.
- Połączenia – wyświetlaj i używaj innych komputerów.
- Pomoc – przeglądarka pomocy dla środowiska GNOME.
- Przewodnik – przewodnik po środowisku GNOME.
- Rozszerzenia – zarządzanie rozszerzeniami GNOME.
- Skaner dokumentów – tworzenie cyfrowej kopii zdjęć i dokumentów.
- Snapshot – robienie zdjęć.
- Ustawienia – narzędzie do konfiguracji środowiska GNOME
- Totem – odtwarzacz filmów.
- Wykorzystanie dysków – wyświetlanie rozmiaru katalogów i dostępnego miejsca na dysku.
- Zdjęcia – organizator zdjęć.
- Zadania – osobisty menedżer zadań dla GNOME
- Zegar – zegar światowy, budzik, stoper i minutnik.
- Znaki – tablica znaków.

Aplikacje i biblioteki należące do GNOME Circle rozszerzają ekosystem GNOME.
- Amberol – odtwarzacz muzyki.
- Apostrophe – edytor Markdown.
- Authenticator – generowanie kodów uwierzytelniania dwuetapowego.
- Blanket – odsłuchiwanie różnych dźwięków (np. burzy, deszczu, fal, ptaków, wiatru itp.).
- Collision – sprawdza sumy kontrolne plików.
- Commit – edytor wiadomości Commit.
- Curtail – kompresuje zdjęcia.
- Drawing – edytuje zrzuty ekrany i memy internetowe.
- Déjà Dup – narzędzie do tworzenia kopii zapasowych.
- Decoder – skaner kodów QR.
- Dialect – tłumacz językowy.
- Fragments – klient sieci BitTorrent.
- Identity – porównuje obrazy i filmy.
- Junction – pozwala wybrać program do otwarcia plików i linków.
- Kooha – nagrywa ekran.
- Lorem – generuje tekst demonstracyjny Lorem ipsum.
- Metadata Cleaner – czyszczenie metadanych.
- NewsFlash – czytnik RSS.
- Obfuscate – umożliwia usuwanie prywatnych informacji z każdego obrazu.
- Podcasts – odtwarzanie i zarządzanie podcastami.
- Polari – klient sieci IRC.
- Secrets – zarządzanie hasłami
- Shortwave – radio internetowe.
- Solanum – program służący do planowania czasu używający techniki Pomodoro.
- Video Trimmer – przycinanie fragmentów wideo
- Wike – czytnik Wikipedii.

Ostatnią grupą są aplikacje dla programistów.
- Biblioteka ikon – ikony symboliczne dla programów.
- Boxes – program służący do tworzenia wirtualnych maszyn.
- Builder – zintegrowane środowisko programistyczne dla GNOME.
- Devhelp – narzędzie dla programistów do przeglądania i przeszukiwania dokumentacji API.
- Edytor dconf – graficzne narzędzie do modyfikowania bazy danych dconf.
- Kontrast – Sprawdzanie kontrastu między dwoma kolorami.
- Paleta kolorów – narzędzie z paletą kolorów.
- Podgląd ikon dla programów – narzędzie do projektowania ikon dla programów.
- Podgląd ikon symbolicznych – łatwe tworzenie ikon symbolicznych.
- Sysprof – profilowanie programów lub całego systemu.

Ponadto istnieje duża liczba aplikacji, które korzystają z biblioteki graficznej GTK i wybranych technologii środowiska GNOME:
- AbiWord – procesor tekstu.
- Anjuta – środowisko programistyczne.
- Brasero – program do nagrywania płyt.
- Ekiga – komunikator rozmów VoIP i wideokonferencji.
- Evolution – program pocztowy i zarządca informacji osobistej; zbliżony funkcjonalnie do Microsoft Outlook.
- GIMP – rozbudowany edytor grafiki rastrowej (na potrzeby którego powstała niegdyś biblioteka GTK+, tj. The GIMP Toolkit).
- Glade – program do tworzenia graficznego interfejsu użytkownika.
- GnuCash – aplikacja finansowa.
- Gnumeric – arkusz kalkulacyjny.
- Inkscape – rozbudowany edytor grafiki wektorowej.
- Mono – środowisko programistyczne na licencji GPL implementujące technologiczne rozwiązania własności firmy Microsoft.
- Planner – program do zarządzania projektami i planowania[potrzebny przypis].
- Pidgin – komunikator.
- Sound Juicer – ripper CD.
- Tomboy – aplikacja do tworzenia notatek.

### Gnome Games
Gnome Games to zestaw gier przeznaczonych dla środowiska graficznego GNOME. W jego skład wchodzi szesnaście gier, przede wszystkim gry karciane, układanki i zręcznościowe. Jak stwierdzają sami autorzy, mają one być proste i niewymagające dużo czasu, lecz jednocześnie uzależniające. Niektóre z nich posiadają także tryb gry wieloosobowej.
- Aisleriot – kompilacja ponad siedemdziesięciu rodzajów gier karcianych pasjans.
- Blackjack – komputerowy odpowiednik znanej gry karcianej.
- Five or more – implementacja popularnej gry polegającej na ustawieniu pięciu lub więcej kul tego samego koloru obok siebie w poziomie, pionie lub po skosie. Po każdym ruchu na planszy pojawiają się kolejne kule.
- Four-in-a-row – implementacja gry Czwórki. Jest to gra logiczna dla dwóch osób, której celem jest ułożenie czterech kul obok siebie w poziomie, pionie lub po skosie, zanim zrobi to przeciwnik.
- glChess – komputerowa wersja szachów, wykorzystująca kilka silników. Możliwe jest użycie silnika 3D w przypadku zainstalowanych sterowników OpenGL.
- Gnome Sudoku – komputerowa wersja gry logicznej sudoku.
- Gnometris – gra wzorowana na Tetrisie.
- Iagno – komputerowa wersja gry planszowej reversi.
- Klotski – gra logiczna, której celem jest wyprowadzenie oznaczonego klocka na zewnątrz poprzez przesuwanie innych klocków w jak najmniejszej ilości ruchów.
- Mahjongg – komputerowa wersja chińskiej gry Madżong w jej wersji jednoosobowej.
- Mines – odpowiednik windowsowego sapera.
- Nibbles – gra zręcznościowa, polegająca na kierowaniu robakiem zbierającym diamenty w labiryncie. Po zebraniu każdego diamentu robak wydłuża się. Gra kończy się, kiedy dotknie on ściany lub samego siebie. Nibbles umożliwia rozgrywkę maksymalnie czterem osobom.
- Robots – gra strategiczna, w której gracz ma za zadanie unikać ścigających go robotów.
- Same GNOME – gra polegająca na wyczyszczeniu planszy poprzez usuwanie grup kulek tego samego koloru.
- Tali – gra w kości
- Tetravex

## Lokalizacja
Środowisko GNOME wraz z programami dodatkowymi jest dostępne w języku polskim. Od września 2006 roku jego lokalizacją zajmuje się zespół Aviary.pl. Wcześniej środowisko tłumaczył nieistniejący już GNOME PL Team. Od wersji 2.32 interfejs środowiska jest przetłumaczony w 100%.